# Distretto governativo di Hildesheim
Il distretto governativo di Hildesheim (in tedesco Regierungsbezirk Hildesheim) è stato uno dei distretti governativi del Land della Bassa Sassonia, esistito dal 1885 al 1978.

## Storia
Fu istituito il 1º aprile 1885 nella provincia di Hannover del regno di Prussia sul modello degli altri distretti governativi creati nelle altre provincie prussiane tra il 1815 e il 1816.
Il 1º febbraio 1978 fu soppresso e diviso tra i distretti governativi di Hannover e Braunschweig.

## Suddivisione
Nel 1885 il distretto raggruppava 2 città extracircondariali e 15 circondari:

### Città extracircondariali (Kreisfreie Stadt)
- Gottinga
- Hildesheim

### Circondari (Landkreis)
- Alfeld
- Duderstadt
- Einbeck
- Goslar
- Gottinga
- Gronau
- Hildesheim
- Ilfeld
- Marienburg
- Münden
- Northeim
- Osterode am Harz
- Peine
- Uslar
- Zellerfeld